# NASCAR Cup Series 2020
Der NASCAR Cup ging im Jahr 2020 unter dem neuen Namen „NASCAR Cup Series“ in seine 72. Saison. Die Saison startete am 9. Februar mit dem Busch Clash auf dem Daytona International Speedway, gefolgt vom ersten Punkterennen, dem Daytona 500, am 16. Februar. Am 8. November fand das Saisonfinale, zum ersten Mal seit Einführung der NASCAR Playoffs, am Phoenix Raceway statt.
In Deutschland wurden alle 36 Rennen live auf Sport1+ (Original-Kommentar) und Motorvision TV (wahlweise Original oder deutscher Kommentar) gezeigt.

## Änderungen zum Vorjahr
Letzte Saison war noch Monster Energy der Hauptsponsor, 2020 teilten sich die Unternehmen Geico, Xfinity, Coca Cola und Busch die Titelrechte. So wurde der Name von „NASCAR Monster Energy Cup“ in „NASCAR Cup Series“ umbenannt.

## Fahrer und Teams

### Teams mit Chartervertrag
| Team                      | Hersteller                | Nr. | Fahrer                   | Anzahl Rennen | Crew Chief |
| ------------------------- | ------------------------- | --- | ------------------------ | ------------- | --- |
| Hendrick Motorsports      | Chevrolet                 | #9  | Chase Elliott            | 36            | Alan Gustafson |
| Hendrick Motorsports      | Chevrolet                 | #24 | William Byron            | 36            | Chad Knaus (35), Keith Roden (1)                                                                                   |
| Hendrick Motorsports      | Chevrolet                 | #48 | Jimmie Johnson           | 35            | Cliff Daniels |
| Hendrick Motorsports      | Chevrolet                 | #48 | Justin Allgaier          | 1             | Cliff Daniels |
| Hendrick Motorsports      | Chevrolet                 | #88 | Alex Bowman              | 36            | Greg Ives |
| Joe Gibbs Racing          | Toyota                    | #11 | Denny Hamlin             | 36            | Chris Gabehart (35), Sam McAulay (1)                                                                               |
| Joe Gibbs Racing          | Toyota                    | #18 | Kyle Busch               | 36            | Adam Stevens (35), Jacob Canter (1)                                                                                |
| Joe Gibbs Racing          | Toyota                    | #19 | Martin Truex jr.         | 36            | James Small (35), Blake Harris (1)                                                                                 |
| Joe Gibbs Racing          | Toyota                    | #20 | Erik Jones               | 36            | Chris Gayle (35), Seth Chavka (1)                                                                                  |
| Team Penske               | Ford                      | #2  | Brad Keselowski          | 36            | Jeremy Bullins |
| Team Penske               | Ford                      | #12 | Ryan Blaney              | 36            | Todd Gordon (35), Travis Geisler (1)                                                                               |
| Team Penske               | Ford                      | #22 | Joey Logano              | 36            | Paul Wolfe |
| Stewart-Haas Racing       | Ford                      | #4  | Kevin Harvick            | 36            | Rodney Childers |
| Stewart-Haas Racing       | Ford                      | #10 | Aric Almirola            | 36            | Mike Bugarewicz |
| Stewart-Haas Racing       | Ford                      | #14 | Clint Bowyer             | 36            | Johnny Klausmeier (34), Greg Zipadelli (2)                                                                         |
| Stewart-Haas Racing       | Ford                      | #41 | Cole Custer (R)          | 36            | Mike Shiplett |
| Chip Ganassi Racing       | Chevrolet                 | #1  | Kurt Busch               | 36            | Matt McCall |
| Chip Ganassi Racing       | Chevrolet                 | #42 | Kyle Larson              | 4             | Chad Johnston (20), Phil Surgen (16)                                                                               |
| Chip Ganassi Racing       | Chevrolet                 | #42 | Matt Kenseth             | 32            | Chad Johnston (20), Phil Surgen (16)                                                                               |
| Roush Fenway Racing       | Ford                      | #6  | Ryan Newman              | 33            | Scott Graves |
| Roush Fenway Racing       | Ford                      | #6  | Ross Chastain            | 3             | Scott Graves |
| Roush Fenway Racing       | Ford                      | #17 | Chris Buescher           | 36            | Luke Lambert |
| Richard Childress Racing  | Chevrolet                 | #3  | Austin Dillon            | 35            | Justin Alexander                                                                                                   |
| Richard Childress Racing  | Chevrolet                 | #3  | Kaz Grala                | 1             | Justin Alexander                                                                                                   |
| Richard Childress Racing  | Chevrolet                 | #8  | Tyler Reddick (R)        | 36            | Randall Burnett |
| Front Row Motorsports     | Ford                      | #34 | Michael McDowell         | 36            | Drew Blickensderfer                                                                                                |
| Front Row Motorsports     | Ford                      | #38 | John Hunter Nemechek (R) | 36            | Seth Barbour |
| JTG Daugherty Racing      | Chevrolet                 | #37 | Ryan Preece              | 36            | Trent Owens (35), Brian Burns (1)                                                                                  |
| JTG Daugherty Racing      | Chevrolet                 | #47 | Ricky Stenhouse jr.      | 36            | Brian Pattie (35), Eddie Pardue (1)                                                                                |
| Rick Ware Racing          | Ford (31), Chevrolet (5)  | #27 | J. J. Yeley              | 24            | Mike Hillman Sr. (33), Todd Parrott (2)                                                                            |
| Rick Ware Racing          | Ford (31), Chevrolet (5)  | #27 | Gray Gaulding            | 9             | Mike Hillman Sr. (33), Todd Parrott (2)                                                                            |
| Rick Ware Racing          | Ford (31), Chevrolet (5)  | #27 | Josh Bilicki             | 1             | Mike Hillman Sr. (33), Todd Parrott (2)                                                                            |
| Rick Ware Racing          | Ford (31), Chevrolet (5)  | #27 | Cody Ware                | 1             | Mike Hillman Sr. (33), Todd Parrott (2)                                                                            |
| Rick Ware Racing          | Ford (31), Chevrolet (5)  | #27 | B. J. McLeod             | 1             | Jason Houghtaling                                                                                                  |
| Rick Ware Racing          | Chevrolet (24), Ford (12) | #53 | Garrett Smithley         | 13            | Jason Houghtaling (15), Todd Parrott (14), Lee Leslie (5), Derrick Finley (1), Ken Evans (1)                       |
| Rick Ware Racing          | Chevrolet (24), Ford (12) | #53 | James Davison            | 9             | Jason Houghtaling (15), Todd Parrott (14), Lee Leslie (5), Derrick Finley (1), Ken Evans (1)                       |
| Rick Ware Racing          | Chevrolet (24), Ford (12) | #53 | Josh Bilicki             | 6             | Jason Houghtaling (15), Todd Parrott (14), Lee Leslie (5), Derrick Finley (1), Ken Evans (1)                       |
| Rick Ware Racing          | Chevrolet (24), Ford (12) | #53 | Joey Gase                | 4             | Jason Houghtaling (15), Todd Parrott (14), Lee Leslie (5), Derrick Finley (1), Ken Evans (1)                       |
| Rick Ware Racing          | Chevrolet (24), Ford (12) | #53 | David Ragan              | 1             | Jason Houghtaling (15), Todd Parrott (14), Lee Leslie (5), Derrick Finley (1), Ken Evans (1)                       |
| Rick Ware Racing          | Chevrolet (24), Ford (12) | #53 | Bayley Currey            | 1             | Jason Houghtaling (15), Todd Parrott (14), Lee Leslie (5), Derrick Finley (1), Ken Evans (1)                       |
| Rick Ware Racing          | Chevrolet (24), Ford (12) | #53 | J. J. Yeley              | 1             | Jason Houghtaling (15), Todd Parrott (14), Lee Leslie (5), Derrick Finley (1), Ken Evans (1)                       |
| Rick Ware Racing          | Chevrolet (24), Ford (12) | #53 | David Starr              | 1             | Jason Houghtaling (15), Todd Parrott (14), Lee Leslie (5), Derrick Finley (1), Ken Evans (1)                       |
| Petty Ware Racing         | Ford (29), Chevrolet (7)  | #51 | Joey Gase                | 28            | Jason Houghtaling (20) Lee Leslie (8) Todd Parrott (3) Jason Miller (2) Mike Hillman Sr. (2) Tommy Baldwin Jr. (1) |
| Petty Ware Racing         | Ford (29), Chevrolet (7)  | #51 | James Davison            | 4             | Jason Houghtaling (20) Lee Leslie (8) Todd Parrott (3) Jason Miller (2) Mike Hillman Sr. (2) Tommy Baldwin Jr. (1) |
| Petty Ware Racing         | Ford (29), Chevrolet (7)  | #51 | Garrett Smithley         | 3             | Jason Houghtaling (20) Lee Leslie (8) Todd Parrott (3) Jason Miller (2) Mike Hillman Sr. (2) Tommy Baldwin Jr. (1) |
| Petty Ware Racing         | Ford (29), Chevrolet (7)  | #51 | Josh Bilicki             | 1             | Jason Houghtaling (20) Lee Leslie (8) Todd Parrott (3) Jason Miller (2) Mike Hillman Sr. (2) Tommy Baldwin Jr. (1) |
| Richard Petty Motorsports | Chevrolet                 | #43 | Bubba Wallace            | 36            | Jerry Baxter (35), Joey Forgette (1)                                                                               |
| Wood Brothers Racing      | Ford                      | #21 | Matt DiBenedetto         | 36            | Greg Erwin |
| Leavine Family Racing     | Toyota                    | #95 | Christopher Bell (R)     | 36            | Jason Ratcliff |
| Germain Racing            | Chevrolet                 | #13 | Ty Dillon                | 36            | Matt Borland |
| Premium Motorsports       | Chevrolet                 | #15 | Brennan Poole (R)        | 35            | Pat Tryson |
| Premium Motorsports       | Chevrolet                 | #15 | J. J. Yeley              | 1             | Pat Tryson |
| StarCom Racing            | Chevrolet                 | #00 | Quin Houff (R)           | 36            | George Church |
| Go Fas Racing             | Ford                      | #32 | Corey LaJoie             | 36            | Ryan Sparks (35), Roy Gangdal (1)                                                                                  |
| Spire Motorsports         | Chevrolet                 | #77 | Reed Sorenson            | 12            | Peter Sospenzo (33) Tommy Baldwin Jr. (1) James Pohlman (1) Thomas Tucker (1)                                      |
| Spire Motorsports         | Chevrolet                 | #77 | J. J. Yeley              | 6             | Peter Sospenzo (33) Tommy Baldwin Jr. (1) James Pohlman (1) Thomas Tucker (1)                                      |
| Spire Motorsports         | Chevrolet                 | #77 | Garrett Smithley         | 5             | Peter Sospenzo (33) Tommy Baldwin Jr. (1) James Pohlman (1) Thomas Tucker (1)                                      |
| Spire Motorsports         | Chevrolet                 | #77 | Ross Chastain            | 5             | Peter Sospenzo (33) Tommy Baldwin Jr. (1) James Pohlman (1) Thomas Tucker (1)                                      |
| Spire Motorsports         | Chevrolet                 | #77 | B. J. McLeod             | 2             | Peter Sospenzo (33) Tommy Baldwin Jr. (1) James Pohlman (1) Thomas Tucker (1)                                      |
| Spire Motorsports         | Chevrolet                 | #77 | James Davison            | 2             | Peter Sospenzo (33) Tommy Baldwin Jr. (1) James Pohlman (1) Thomas Tucker (1)                                      |
| Spire Motorsports         | Chevrolet                 | #77 | Josh Bilicki             | 2             | Peter Sospenzo (33) Tommy Baldwin Jr. (1) James Pohlman (1) Thomas Tucker (1)                                      |
| Spire Motorsports         | Chevrolet                 | #77 | Stanton Battett          | 1             | Peter Sospenzo (33) Tommy Baldwin Jr. (1) James Pohlman (1) Thomas Tucker (1)                                      |
| Spire Motorsports         | Chevrolet                 | #77 | Justin Haley             | 1             | Peter Sospenzo (33) Tommy Baldwin Jr. (1) James Pohlman (1) Thomas Tucker (1)                                      |

- Aufgrund einer rassistischen Äußerung während eines live übertragenen iRacing Events im April 2020, wurde Kyle Larson von seinem Team gefeuert und von allen offiziellen NASCAR Rennen ausgeschlossen. Nachdem er sich entschuldigt hatte und an einem Sensibilisierungstraining teilgenommen hatte, wurde seine Sperre im Oktober aufgehoben.[4]
- Justin Allgaier ersetzte Stammpilot Jimmie Johnson im Juli in der Startnummer #48, weil Johnson aufgrund eines positiven Covid-19 Tests das Big Machine Sanitizer 400 am Indianapolis Motor Speedway verpasste. Allgaier hatte jedoch früh einen Unfall und landete am Ende nur auf Platz 37.[5]
- Kaz Grala ersetzte Stammpilot Austin Dillon im August in der Startnummer #3, weil Dillon aufgrund eines positiven Covid-19 Tests das Go Bowling 235 auf dem Daytona International Speedway verpasste. Grala beendete das Rennen auf dem Straßenkurs auf Rang 7.[6]

### Teams ohne Chartervertrag
| Team                     | Hersteller               | Nummer | Fahrer           | Anzahl Rennen | Crew Chief                                                      |
| ------------------------ | ------------------------ | ------ | ---------------- | ------------- | --------------------------------------------------------------- |
| Gaunt Brothers Racing    | Toyota                   | #96    | Daniel Suarez    | 36            | Dave Winston                                                    |
| MBM Motorsports          | Toyota (34), Ford (2)    | #66    | Timmy Hill       | 36            | Clinton Cram (32), Steve Idol (4)                               |
| MBM Motorsports          | Toyota                   | #49    | Chad Finchum     | 4             | Ryan Bell (3), Doug Richert (1)                                 |
| Tommy Baldwin Racing     | Chevrolet                | #7     | Josh Bilicki     | 12            | Tommy Baldwin Jr. (18), Patrick Donahue (3), Peter Sospenzo (1) |
| Tommy Baldwin Racing     | Chevrolet                | #7     | Reed Sorenson    | 4             | Tommy Baldwin Jr. (18), Patrick Donahue (3), Peter Sospenzo (1) |
| Tommy Baldwin Racing     | Chevrolet                | #7     | Garrett Smithley | 3             | Tommy Baldwin Jr. (18), Patrick Donahue (3), Peter Sospenzo (1) |
| Tommy Baldwin Racing     | Chevrolet                | #7     | J. J. Yeley      | 2             | Tommy Baldwin Jr. (18), Patrick Donahue (3), Peter Sospenzo (1) |
| Tommy Baldwin Racing     | Chevrolet                | #7     | Joey Gase        | 1             | Tommy Baldwin Jr. (18), Patrick Donahue (3), Peter Sospenzo (1) |
| B. J. McLeod Motorsports | Chevrolet (12), Ford (3) | #78    | B. J. McLeod     | 13            | Todd Parrott (10), Ken Evans (5)                                |
| B. J. McLeod Motorsports | Chevrolet (12), Ford (3) | #78    | Garrett Smithley | 2             | Todd Parrott (10), Ken Evans (5)                                |
| Beard Motorsports        | Chevrolet                | #62    | Brendan Gaughan  | 5             | Darren Shaw                                                     |
| Premium Motorsports      | Chevrolet                | #27    | Reed Sorenson    | 1             | Peter Sospenzo                                                  |
| Kaulig Racing            | Chevrolet                | #16    | Justin Haley     | 1             | Billy Scott                                                     |
| Rick Ware Racing         | Ford                     | #54    | J. J. Yeley      | 1             | Mike Hillman Jr.                                                |

## Rennkalender

### Reguläre Saisonrennen
| Nr.                  | Datum      | Rennen                                     | Ort                             | Pole Position       | Sieger           |
| -------------------- | ---------- | ------------------------------------------ | ------------------------------- | ------------------- | ---------------- |
| 1                    | 16.-17.02. | Daytona 500                                | Daytona International Speedway  | Ricky Stenhouse Jr. | Denny Hamlin     |
| 2                    | 23.02.     | Pennzoil 400                               | Las Vegas Motor Speedway        | Kyle Busch          | Joey Logano      |
| 3                    | 01.03.     | Auto Club 400                              | Auto Club Speedway Fontana      | Clint Bowyer        | Alex Bowman      |
| 4                    | 08.03.     | Fan Shield 500                             | Phoenix Raceway                 | Chase Elliott       | Joey Logano      |
| 5                    | 17.05.     | The Real Heroes 400                        | Darlington Raceway              | Brad Keselowski     | Kevin Harvick    |
| 6                    | 20.05.     | Toyota 500                                 | Darlington Raceway              | Ryan Preece         | Denny Hamlin     |
| 7                    | 24.-25.05. | Coca-Cola 600                              | Charlotte Motor Speedway        | Kurt Busch          | Brad Keselowski  |
| 8                    | 27.05.     | Alsco Uniforms 500                         | Charlotte Motor Speedway        | William Byron       | Chase Elliott    |
| 9                    | 31.05.     | Food City pres. the Supermarket Heroes 500 | Bristol Motor Speedway          | Brad Keselowski     | Brad Keselowski  |
| 10                   | 07.06.     | Folds Of Honor Quik Trip 500               | Atlanta Motor Speedway          | Chase Elliott       | Kevin Harvick    |
| 11                   | 10.06.     | Blue-Emu Maximum Pain Relief 500           | Martinsville Speedway           | Ryan Blaney         | Martin Truex Jr. |
| 12                   | 14.06.     | Dixie Vodka 400                            | Homestead-Miami Speedway        | Denny Hamlin        | Denny Hamlin     |
| 13                   | 22.06.     | GEICO 500                                  | Talladega Superspeedway         | Martin Truex Jr.    | Ryan Blaney      |
| 14                   | 27.06.     | Pocono Organics 325                        | Pocono Raceway                  | Aric Almirola       | Kevin Harvick    |
| 15                   | 28.06.     | Pocono 350                                 | Pocono Raceway                  | Ryan Preece         | Denny Hamlin     |
| 16                   | 05.07.     | Big Machine Hand Sanitizer 400             | Indianapolis Motor Speedway     | Joey Logano         | Kevin Harvick    |
| 17                   | 12.07.     | Quaker State 400                           | Kentucky Speedway               | Kyle Busch          | Cole Custer      |
| 18                   | 19.07.     | O’Reilly Auto Parts 500                    | Texas Motor Speedway            | Aric Almirola       | Austin Dillon    |
| 19                   | 23.07.     | Super Start Batteries 400                  | Kansas Speedway                 | Kevin Harvick       | Denny Hamlin     |
| 20                   | 02.08.     | Foxwoods Resort Casino 301                 | New Hampshire Motor Speedway    | Aric Almirola       | Brad Keselowski  |
| 21                   | 08.08.     | FireKeepers Casino 400                     | Michigan International Speedway | Joey Logano         | Kevin Harvick    |
| 22                   | 09.08.     | Consumers Energy 400                       | Michigan International Speedway | Chris Buescher      | Kevin Harvick    |
| 23                   | 16.08.     | Go Bowling 235                             | Daytona International Speedway  | Kevin Harvick       | Chase Elliott    |
| 24                   | 22.08.     | Drydene 311                                | Dover International Speedway    | Chase Elliott       | Denny Hamlin     |
| 25                   | 23.08.     | Drydene 311                                | Dover International Speedway    | Matt DiBenedetto    | Kevin Harvick    |
| 26                   | 29.08.     | Coke Zero Sugar 400                        | Daytona International Speedway  | Kevin Harvick       | William Byron    |
| Playoffs Round of 16 |            |                                            |                                 |                     |                  |
| 27                   | 06.09.     | Cook Out Southern 500                      | Darlington Raceway              | Chase Elliott       | Kevin Harvick    |
| 28                   | 12.09.     | Federated Auto Parts 400                   | Richmond Raceway                | Kevin Harvick       | Brad Keselowski  |
| 29                   | 19.09.     | Bass Pro Shops NRA Night Race              | Bristol Motor Speedway          | Brad Keselowski     | Kevin Harvick    |
| Playoffs Round of 12 |            |                                            |                                 |                     |                  |
| 30                   | 27.09.     | South Point 400                            | Las Vegas Motor Speedway        | Kevin Harvick       | Kurt Busch       |
| 31                   | 04.10.     | YellaWood 500                              | Talladega Superspeedway         | Denny Hamlin        | Denny Hamlin     |
| 32                   | 11.10.     | Bank of America Roval 400                  | Charlotte Motor Speedway        | Denny Hamlin        | Chase Elliott    |
| Playoffs Round of 8  |            |                                            |                                 |                     |                  |
| 33                   | 18.10.     | Hollywood Casino 400                       | Kansas Speedway                 | Chase Elliott       | Joey Logano      |
| 34                   | 25.10.     | Autotrader EchoPark Automotive 500         | Texas Motorspeedway             | Kevin Harvick       | Kyle Busch       |
| 35                   | 01.11.     | Xfinity 500                                | Martinsville Speedway           | Brad Keselowski     | Chase Elliott    |
| Championship 4       |            |                                            |                                 |                     |                  |
| 36                   | 08.11.     | Season Finale 500                          | Phoenix Raceway                 | Chase Elliott       | Chase Elliott    |

### Rennen ohne Punkte
| Datum  | Rennen                     | Ort                            | Pole Position       | Sieger           |
| ------ | -------------------------- | ------------------------------ | ------------------- | ---------------- |
| 09.02. | Busch Clash                | Daytona International Speedway | Ryan Newman         | Erik Jones       |
| 13.02. | Bluegreen Vacations Duel 1 | Daytona International Speedway | Ricky Stenhouse Jr. | Joey Logano      |
| 13.02. | Bluegreen Vacations Duel 2 | Daytona International Speedway | Alex Bowman         | William Byron    |
| 15.07. | NASCAR All Star Open       | Bristol Motor Speedway         | Michael McDowell    | Matt DiBenedetto |
| 15.07. | NASCAR All-Star Race       | Bristol Motor Speedway         | Martin Truex jr.    | Chase Elliott    |

### Fahrergesamtwertung
| Pos. | Fahrer                   | Punkte | PlayOff Punkte | Siege (davon PlayOff) |
| ---- | ------------------------ | ------ | -------------- | --------------------- |
| 1    | Chase Elliott            | 5040   | 27             | 5 (3)                 |
| 2    | Brad Keselowski          | 5035   | 35             | 4 (1)                 |
| 3    | Joey Logano              | 5034   | 22             | 3 (1)                 |
| 4    | Denny Hamlin             | 5033   | 54             | 7 (1)                 |
| 5    | Kevin Harvick            | 2410   | 67             | 9 (2)                 |
| 6    | Alex Bowman              | 2371   | 9              | 1                     |
| 7    | Martin Truex Jr.         | 2341   | 17             | 1                     |
| 8    | Kyle Busch               | 2341   | 4              | 1 (1)                 |
| 9    | Ryan Blaney              | 2336   | 14             | 1                     |
| 10   | Kurt Busch               | 2287   | 6              | 1 (1)                 |
| 11   | Austin Dillon            | 2277   | 5              | 1                     |
| 12   | Clint Bowyer             | 2254   | 4              | -                     |
| 13   | Matt DiBenedetto         | 2249   | -              | -                     |
| 14   | William Byron            | 2247   | 7              | 1                     |
| 15   | Aric Almirola            | 2235   | 5              | -                     |
| 16   | Cole Custer              | 2202   | 5              | 1                     |
| 17   | Erik Jones               | 873    | -              | -                     |
| 18   | Jimmie Johnson           | 836    | 1              | -                     |
| 19   | Tyler Reddick (R)        | 780    | 1              | -                     |
| 20   | Christopher Bell (R)     | 678    | -              | -                     |
| 21   | Chris Buescher           | 645    | 1              | -                     |
| 22   | Bubba Wallace            | 597    | -              | -                     |
| 23   | Michael McDowell         | 588    | -              | -                     |
| 24   | Ricky Stenhouse Jr.      | 584    | 1              | -                     |
| 25   | Ryan Newman              | 566    | -              | -                     |
| 26   | Ty Dillon                | 556    | 1              | -                     |
| 27   | John Hunter Nemechek (R) | 534    | -              | -                     |
| 28   | Matt Kenseth             | 521    | -              | -                     |
| 29   | Ryan Preece              | 477    | -              | -                     |
| 30   | Corey LaJoie             | 408    |                | -                     |
| 31   | Daniel Suarez            | 365    | -              | -                     |
| 32   | Brennan Poole (R)        | 269    | -              | -                     |
| 33   | Quin Houff (R)           | 214    | -              | -                     |
| 34   | Kyle Larson              | 121    | -              | -                     |
| 35   | Brendan Gaughan          | 78     | -              | -                     |
| 36   | Reed Sorenson            | 68     | -              | -                     |
| 37   | James Davison            | 56     | -              | -                     |
| 38   | Stanton Barrett          | 1      | -              | -                     |